# Georg Zirl
Georg Zirl (Zierl, Zierle Zirle), död i december 1710 i Stockholm, var en tysk-svensk officer och illuminist. 
Han var gift med Christina Qvistberg. Zirl inskrevs från Nürnberg och anställdes 1701 vid fortifikationskontoret där han fick konfirmationsfullmakt som löjtnant 1704. Befattningen illuminist innebar att han enligt fastställd instruktion bland annat skulle undervisa ungdomen i teckning och ritning. Vid sin död efterträddes han av Gustaf Torshell. Ett av hans tecknade verk omformades till en färglagd målning av bataljkopisten Daniel Andersson Stawert 1706. 